# Abbazia di Herrevad
L'abbazia di Herrevad (in svedese Herrevadskloster, in danese Herrevads Kloster) è stata un'abbazia cistercense sita vicino a Ljungbyhed, oggi frazione del comune di Klippan in Scania, nel sud dell'attuale Svezia, ma un tempo in Danimarca fino al 1658. Oggi è una casa di campagna con il nome di castello Herrevad (in svedese Herrevads slott, in danese Herrevads Slot).

## Storia
L'abbazia di Herrevad venne fondata, come filiazione dell'abbazia di Cîteaux, nel 1144 come prima abbazia cistercense in Danimarca, con il supporto dell'arcivescovo Eskil di Lund. La leggenda narra che Eskil si ammalò mentre era studente all'Università di Hildesheim in Germania giungendo in punto di morte. La Madonna gli apparve in sogno e gli promise la guarigione se avesse promesso di fondare cinque monasteri di diversi ordini religiosi. Eskil divenne prevosto del capitolo della cattedrale di Lund, vescovo di Roskilde, e succedette a suo zio, Asser Svendsen, come arcivescovo di Lund, e quindi fu in grado di mantenere la promessa.
Alcuni monasteri benedettini della Danimarca erano diventati indisciplinati durante il suo mandato, e i cistercensi erano visti come dei riformatori che stati capaci di riportarli al rigore originario della regola di San Benedetto. Il nome originale, Herivad, significava "guado dell'esercito", riferendosi ad un guado sul fiume Rønne. Dopo la costruzione dell'abbazia divenne noto come Herrevad, o "guado del Signore", molto probabilmente a causa del pedaggio dovuto all'abbazia per l'utilizzo del guado, e poi del ponte, per il commercio.
Eskil scrisse a Bernardo di Chiaravalle richiedendo l'invio in Danimarca di dodici monaci cistercensi dall'abbazia di Cîteaux sotto la guida di Robert, il primo abate di Herrevad, per l'apertura di un nuovo monastero. Successivamente vennero inviati altri nove fratelli laici per istruire i danesi nei settori dell'artigianato e delle pratiche agricole associate all'Ordine cistercense. L'arcivescovo Eskil donò la terra per il sito dell'abbazia e pagò per la sua costruzione di tasca propria. L'abbazia venne costruita vicino al villaggio di Lyngbyhed, ora Ljungbyhed, sul guado di cui sopra, che era importante per la sua posizione sulla strada principale tra la Svezia e la Danimarca, e il conseguente accesso ai mercati.
L'abbazia fu consacrata nel 1150, anche se era ben lungi dall'essere completa, le dedicata molto probabilmente alla Beata Vergine Maria (in danese Vor Frue Kloster). La chiesa fu iniziata nel 1158 e costruita in stile romanico utilizzando blocchi di arenaria. La costruzione andò avanti per diversi decenni e per motivi di spesa i lavori proseguirono con l'uso di mattoni.
Il complesso del monastero originario fu gravemente danneggiato da un incendio nel 1291. L'arenaria originale venne rovinata dal calore del fuoco, e quindi venne costruita una chiesa più grande, in stile gotico in mattoni, seconda per dimensioni alla sola Cattedrale di Lund. Aveva una lunghezza di 53 metri, con due navate, una larga 19 metri e l'altra 28.
L'area conventuale era costituita dalla grande chiesa e da tre corpi di fabbrica che fungevano da dormitorio, refettorio e cucine, un alloggio per i fratelli laici, che svolgevano il lavoro agricolo e amministravano gli affari temporali dell'abbazia, e una piccola biblioteca e scriptorium in cui venivano copiati i testi religiosi. Anche se esiste qualche controversia, alcuni studiosi ritengono che vi sia stato scritto il Codex Runicus, un tentativo medievale di utilizzare l'alfabeto runico per la scrittura della legge di Scania (in danese, Skånske Lov).
L'abbazia di Herrevad divenne, nel corso del tempo, una delle più grandi e ricche case monastiche di Danimarca, e certamente della Scania, che allora faceva parte della Danimarca. Al suo apice, l'abbazia possedeva più di 400 proprietà. e godette del sostegno della nobiltà e della famiglia reale danese per generazioni.
L'abbazia fondò tre altre filiazioni in Danimarca - l'abbazia di Holme, l'abbazia di Tvis e l'abbazia di Løgum - e diverse altre in Svezia.

## Dissoluzione
Nel 1513 venne completata la costruzione della chiesa abbaziale con l'ampliamento del coro. L'impegno cistercense di duro lavoro e di buone pratiche di uso del suolo portò all'abbazia un grande valore per la corona. Nel 1536 durante la Riforma protestante, la Danimarca divenne un regno luterano e tutte le case religiose e le loro proprietà venne acquisite dalla corona. Con una mossa insolita l'abbazia, con le sue aziende agricole, venne secolarizzata ma continuò a funzionare fino a quando fi organizzata come un monastero. I monaci e i fratelli laici furono autorizzati a rimanere fino a quando il sito venne consegnato alla corona nel 1565 dall'abate Laurids, la cui lapide è conservata all'interno della cappella del Castello di Herrevad. La data della sua morte, il 30 ottobre 1572, è certamente fra quella degli ultimi superstiti capi di una casa religiosa in Scania. La scuola dell'abbazia continuò a funzionare fino al 1575.
La chiesa dell'abbazia continuò a tenere gli uffici religiosi luterani fino al 1585, quando venne stabilito che era superflua.
Herrevad fu affidata a Sten Bille, un nobile di primo piano, ed a sua moglie per il corso della loro vita. Bille era lo zio di Tycho Brahe e, dopo gli studi all'estero andò  a vivere a Herrevad. Bille fece costruire per il nipote, a proprie spese, un laboratorio in uno dei vecchi monasteri. Questi usò il laboratorio per inventare un miglioramento del metodo di fabbricazione della carta. Nel 1570 Brahe produceva carta in Scandinavia, per la prima volta, al Mulino Klippan vicino Herrevad. Su sua richiesta venne costruita una vetreria a Herrevad, la prima nel paese.
Tycho Brahe divenne un famoso astronomo a Herrevad quando la notte dell'11 novembre 1572 scoprì una nuova stella, "più brillante di Venere", nella costellazione di Cassiopea. Chiamò altri a testimoniare e le diede il nome di "Stella Nova", la nuova stella. Con un sestante da lui stesso costruito, studiò e registrò quella che oggi è chiamata una supernova, per quasi un anno intero. Brahe pubblicò i suoi risultati a Copenaghen nel 1573 e questo divenne la base della sua fama di astronomo. Successivamente si è trasferì sull'isola di Hven in Sound e costruì l'Osservatorio di Montebello Osservatorio e una casa padronale.
Herrevad passò nella disponibilità di molti altri nobili fino al 1658, quando la Scania passò alla Svezia e venne poi data al conte svedese Corfitz Ulfeldt e poi passò a molti altri nobili svedesi, ma alla fine ritornò di nuovo alla corona svedese. L'abbazia fu saccheggiata dall'esercito danese nelle guerre tra la Danimarca e la Svezia nel 1709-1710. Carlo XI di Svezia ordinò la demolizione degli edifici dell'abbazia in rovina e il riutilizzo del materiale per la costruzione della sua Chiesa tedesca a Malmö. L'unico residuo rimasto dell'abbazia è la parte della sagrestia vecchia che è stata utilizzata come capannone.

## Storia successiva
Herrevad venne messo a disposizione del Reggimento di Cavalleria Nord Scania nel 1691 dopo la demolizione del complesso monastico. Nel 1727 venne edificato un nuovo edificio, per la sede del reggimento, con l'utilizzo dei materiali da costruzione lasciati dalla demolizione dell'abbazia. In seguito divenne una residenza per il comandante, ma mantenne il nome abbazia di Herrevad. Nel 1745 la residenza venne ampliata e denominata, dai soldati, "Castello di Herrevad". Nel 1816-1819 sono state aggiunte due ali in stile Impero, e venne adottato formalmente il nome di Castello di Herrevad. Gli edifici sono stati utilizzati da diverse unità militari fino al 1994 quando Herrevad passò in proprietà privata ed è attualmente in fase di restauro.
Negli anni 1980 uno scavo portò alla luce le fondamenta del coro e parti della navata, che sono ancora visibili.